# 2022
Cette page concerne l'année 2022  du calendrier grégorien.
2022 est une année commune qui commence un samedi. C'est la 2022e année de notre ère, la 22e du IIIe millénaire et du XXIe siècle et la 3e de la décennie 2020-2029.
2022 a notamment été marquée par :
- de nouveaux records d'« extrêmes climatiques », bien qu’il n’y ait eu un effet rafraichissant d’El Niña et qu'il n'y ait pas eu de phénomène d’El Niño (sinon la situation aurait pu être pire dans certaines régions) ;
- l'invasion de l'Ukraine par la Russie ;
- une inflation mondiale tirée par la crise énergétique ;
- la mort d'Élisabeth II ;
- la Coupe du monde de football au Qatar.

## Autres calendriers
L'année 2022 du calendrier grégorien correspond aux dates suivantes :
- Calendrier chinois : 4719 / 4720 (le Nouvel An chinois 4720 de l'année du tigre d'eau a lieu le 1er février 2022)
- Calendrier hébraïque : 5782 / 5783 (le 1er tishri 5783 a lieu le 26 septembre 2022[1])
- Calendrier indien : 1943 / 1944 (le 1er chaitra 1944 a lieu le 22 mars 2022[1])
- Calendrier musulman : 1443 / 1444 (le 1er mouharram 1444 a lieu le 30 juillet 2022[1])
- Calendrier persan : 1400 / 1401 (le 1er farvardin 1401 a lieu le 21 mars 2022[1])
- Calendrier républicain : 230 / 231 (le 1er vendémiaire 231 a lieu le 23 septembre 2022[1])
- Jours juliens : 2 459 580,5 à 2 459 945,5[2],[1]

## Célébrations
- Année internationale de la pêche et de l'aquaculture artisanales[3].
- Année internationale du verre[4].
- Année internationale des sciences fondamentales pour le développement durable[5].
- Année internationale du développement durable dans les régions montagneuses[6].

## Événements

### Événements astronomiques
- Passage de la comète 73P/Schwassmann-Wachmann.
- La sonde américaine Mariner 9, lancée en 1971, devrait plonger dans l'atmosphère de Mars.

### Janvier
- 1er janvier : entrée en vigueur du Partenariat économique régional global en Asie-Pacifique.
- À partir du 2 janvier : une révolte éclate au Kazakhstan.
- 17 janvier : aux Émirats arabes unis, une attaque  à Abou Dabi, revendiquée par les houthis, provoque 3 morts[7].
- 24 janvier : élection présidentielle en Italie, Sergio Mattarella est réélu président de la République.

### Février
- Du 4 au 20 février : Jeux olympiques d'hiver de 2022 à Pékin.
- 24 février : invasion de l'Ukraine par la Russie en 2022 dans un contexte de guerre russo-ukrainienne.
- 28 février : l'Ukraine dépose officiellement sa candidature à l'adhésion à l'Union européenne.

### Mars
- Du 4 au 13 mars : Jeux paralympiques d’hiver de 2022 à Pékin.
- 9 mars : élection présidentielle sud-coréenne
- 10 mars :élection présidentielle en Hongrie, Katalin Novák est élue.
- 12 mars : élection présidentielle turkmène
- 31 mars : clôture de l'Exposition universelle à Dubaï (Émirats arabes unis)

### Avril
- 10 avril : élection présidentielle française (1er tour).
- 24 avril : élection présidentielle française (2e tour) : Emmanuel Macron est réélu face à Marine Le Pen.
- 25 avril : rachat de Twitter par Elon Musk[8].

### Mai
- 9 mai : élection présidentielle philippine.
- 15 mai : la Finlande présente officiellement sa candidature à l’Organisation du traité de l'Atlantique nord (OTAN) ; puis la Suède demande à son tour à rejoindre l’OTAN[9].
- 29 mai : élection présidentielle colombienne (1er tour).

### Juin
- 1er juin : référendum au Danemark.
- 5 juin : référendum constitutionnel au Kazakhstan.
- 11 juin : Elizabeth II du Royaume-Uni, doyenne des souverains vivants, accède à la deuxième place pour sa longévité chez les monarques d'États souverains, devancée seulement par le roi de France Louis XIV, mort en 1715. Elle a ravi la deuxième place au roi de Thaïlande Rama IX, mort en 2016.
- 12 et 19 juin : élections législatives en France. La coalition présidentielle n'obtient qu'une majorité relative.
- 19 juin : élection présidentielle colombienne (2e tour), Gustavo Petro est élu.
- Inondations de 2022 au Pakistan.

### Juillet
- Canicule de 2022 en Europe
- Feux de forêt de 2022 en Afrique du Nord et en Europe.
- Sécheresse de 2022 en Europe.
- 1er juillet : Yaïr Lapid succède à Naftali Bennett comme Premier ministre d'Israël.
- 10 juillet :
  - élections législatives en république du Congo ;
  - élections à la Chambre des conseillers au Japon.
- 18 juillet : élection présidentielle en Inde, Droupadi Murmu est élue.
- 20 juillet : élection présidentielle au Sri Lanka, Ranil Wickremesinghe est élu.
- 25 juillet : référendum constitutionnel en Tunisie.
- 31 juillet : élections législatives au Sénégal.

### Août
- Canicule de 2022 en Europe
- Feux de forêt de 2022 en Afrique du Nord et en Europe.
- Sécheresse de 2022 en Europe.
- 9 août : élections parlementaires et élection présidentielle au Kenya, William Ruto est élu président.
- 24 août : élections générales en Angola.

### Septembre
- 1er septembre : tentative d'assassinat de Cristina Fernández de Kirchner, alors vice-présidente de l'Argentine.
- 6 septembre : Liz Truss devient Première ministre du Royaume-Uni, succédant à Boris Johnson.
- 8 septembre : mort d'Élisabeth II, reine du Royaume-Uni et des autres royaumes du Commonwealth. Charles III lui succède.
- 11 septembre : élections législatives en Suède.
- 12-14 septembre : conflit arméno-azerbaïdjanais de septembre 2022.
- 23-24 septembre : élections sénatoriales tchèques.
- 25 septembre : élections parlementaires italiennes.
- 29 septembre : élections législatives au Koweït.
- 30 septembre : coup d'État au Burkina Faso.

### Octobre
- 1er octobre : élections législatives en Lettonie.
- 2 octobre :
  - élections présidentielles et élections législatives en Bosnie-Herzégovine ;
  - élection présidentielle au Brésil (1er tour) ;
  - élections législatives en Bulgarie.
- 3 octobre : élections générales québécoises.
- 5 octobre : la Slovénie devient le premier pays d’Europe de l’Est à autoriser le mariage homosexuel et l’adoption après un vote du Parlement[réf. souhaitée].
- 9 octobre : élection présidentielle en Autriche.
- 13 octobre : élection présidentielle  en Irak, Abdel Latif Rachid est élu.
- 23 octobre :élection présidentielle en Slovénie (1er tour).
- 30 octobre : élection présidentielle au Brésil (2d tour), Luiz Inácio Lula da Silva est élu ; début des manifestations électorales par des Bolsonaristes.

### Novembre
- 1er novembre :
  - élections législatives au Danemark ;
  - élections législatives israéliennes : le scrutin conduit à une alternance et au retour au pouvoir de Benyamin Netanyahou.
- 6 novembre : départ de 12e édition de la Route du Rhum.
- 8 novembre : élections de mi-mandat aux États-Unis.
- 12 novembre : signature du traité de paix tigré-éthiopien à Pretoria, en Afrique du sud mettant fin à la guerre du tigré
- 13 novembre : élection présidentielle en Slovénie (2e tour).
- 15 novembre : la population mondiale atteint les huit milliards d'humains, selon l'Organisation des Nations unies.
- 19 novembre : 
  - élections législatives en Malaisie.
  - 18e sommet de la francophonie en Tunisie.
- 20 novembre :
  - élections parlementaires et élection présidentielle en Guinée équatoriale ;
  - élection présidentielle au Kazakhstan ;
  - élections législatives au Népal.
- 21 novembre au 18 décembre : 22e édition de la Coupe du monde de football au Qatar[10].

### Décembre
- 9 novembre au 4 décembre : 12e édition de la Route du Rhum.
- 4 décembre :
  - l'Iran annonce  l'abolition de la police de la moralité après plus de deux mois de manifestations consécutives à la mort de Mahsa Amini[11] ;
  - début de manifestations en Mongolie.
- 6 décembre : élections législatives à la Dominique.
- 6 au 17 décembre : Conférence de l'ONU sur la biodiversité (COP 15) à Montréal au Canada.
- 7 décembre :
  - les autorités chinoises annoncent un assouplissement des règles anti-Covid-19 (stratégie zéro covid)[12] ;
  - après une tentative d'auto-coup d'État  au Pérou, le président Pedro Castillo est destitué ; la vice-présidente Dina Boluarte lui succède[13].
- 8 décembre : élections législatives aux Îles Féroé.
- 9 décembre : des arrestations déclenchent le scandale de corruption du Qatar au Parlement européen.
- 11 décembre : Pedro Angulo devient président du Conseil des ministres du Pérou.
- 14 décembre : élections législatives aux Fidji.
- 17 décembre :
  - Leo Varadkar redevient Premier ministre d'Irlande, succédant à Micheál Martin ;
  - élections législatives anticipées en Tunisie.
- 18 décembre :
  - élections archiépiscopales à Chypre ;
  - finale de la Coupe du monde de football au Qatar, remportée par l'équipe d'Argentine face à l'équipe de France ;
  - naufrage de la corvette HTMS Sukhothai de la Marine royale thaïlandaise dans le Golfe de Thaïlande. Au 30 décembre, 23 corps sont retrouvés et 5 personnes sont portées disparues, 76 marins ont été secourus[14].
- 21 décembre : Alberto Otárola est nommé président du Conseil des ministres du Pérou, succédant à Pedro Angulo.
- 29 décembre : en Israël, le gouvernement Netanyahou VI entre en fonction.
- 31 décembre au 15 janvier : Rallye Dakar 2023.

## Distinctions internationales

### Prix Nobel
Les lauréats du prix Nobel en 2022 sont :
- prix Nobel de chimie : Morten Meldal, Carolyn R. Bertozzi et K. Barry Sharpless ;
- prix Nobel de littérature : Annie Ernaux ;
- prix Nobel de la paix : Alès Bialiatski, Memorial et Centre pour les libertés civiles ;
- prix Nobel de physiologie ou médecine : Svante Pääbo ;
- prix Nobel de physique : Alain Aspect, John Clauser et Anton Zeilinger ;
- « prix Nobel » d'économie : Ben Bernanke, Douglas Diamond et Philip Dybvig.

## Décès en 2022

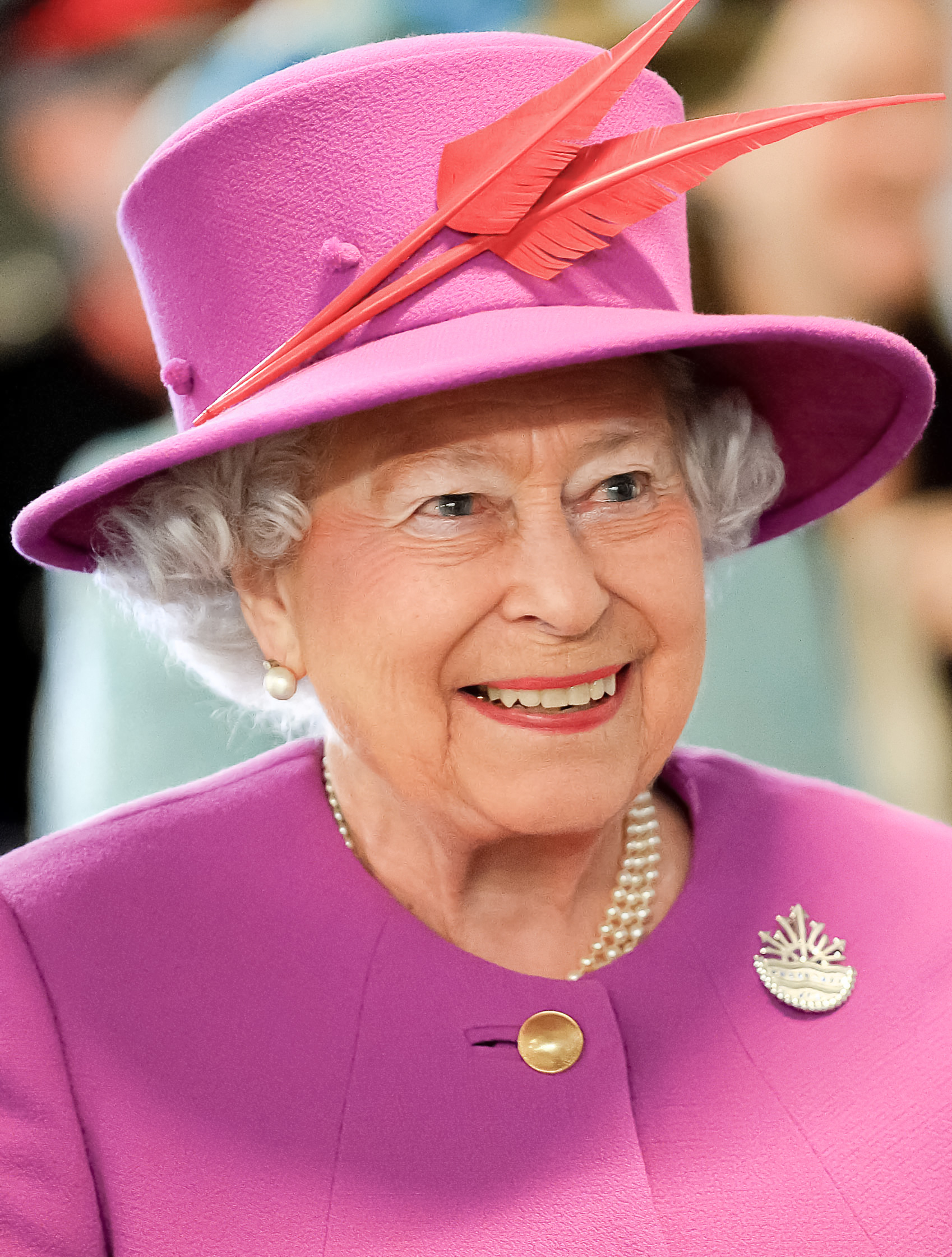
Élisabeth II.

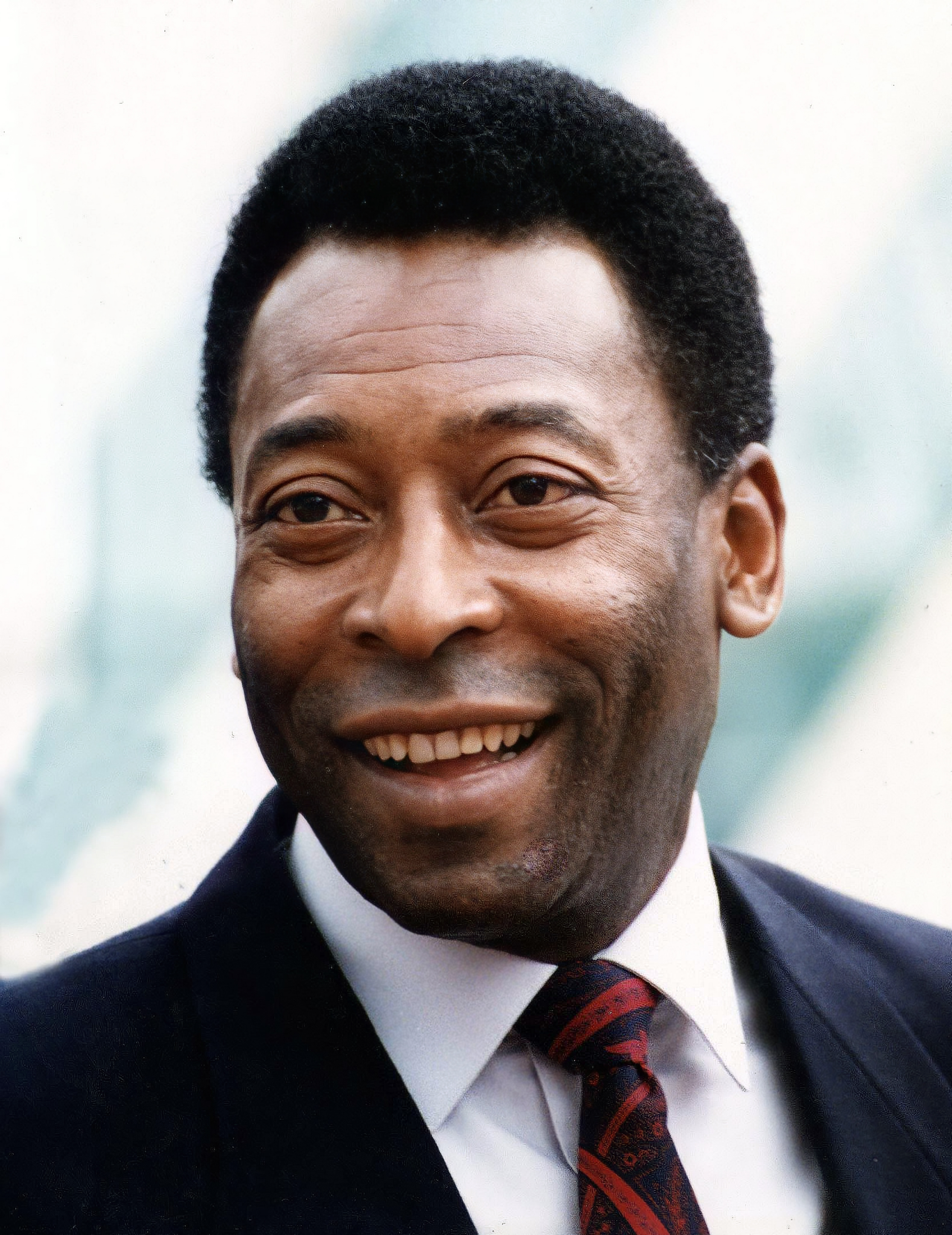
Pelé.

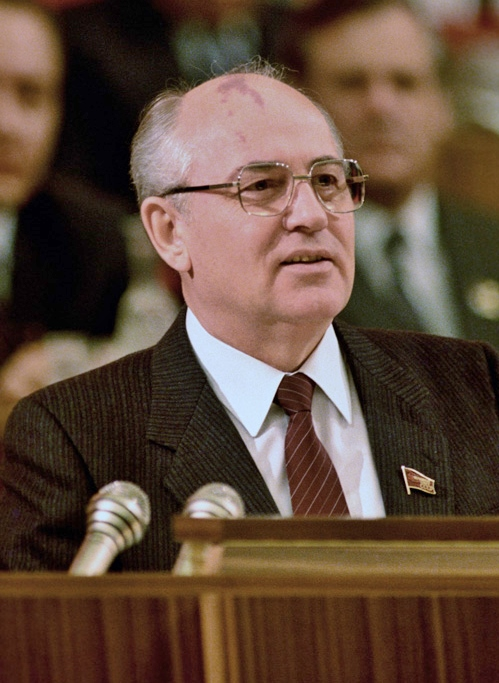
Mikhaïl Gorbatchev.

Personnalités majeures décédées en 2022
- 6 janvier : Sidney Poitier (acteur et réalisateur américano-bahaméen)
- 8 février : Luc Montagnier (virologue français)
- 2 mars : Jean-Pierre Pernaut (journaliste français)
- 13 mars : William Hurt (acteur américain)
- 13 avril : Michel Bouquet (acteur français)
- 21 avril : Jacques Perrin (acteur français)
- 17 mai : Vangelis (musicien et compositeur grec)
- 17 juin  : Jean-Louis Trintignant (acteur français)
- 22 juin : Yves Coppens (paléontologue français)
- 2 juillet : Peter Brook (metteur en scène de théâtre britannique)
- 6 juillet : James Caan (acteur américain)
- 8 juillet : Shinzō Abe (ancien Premier ministre japonais)
- 11 août : Jean-Jacques Sempé (dessinateur français)
- 30 août : Mikhaïl Gorbatchev (homme politique soviétique)
- 8 septembre : Élisabeth II (reine du Royaume-Uni et des autres royaumes du Commonwealth)
- 13 septembre : Jean-Luc Godard (cinéaste franco-suisse)
- 25 octobre  : Pierre Soulages (artiste-peintre français)
- 30 novembre : Jiang Zemin (homme politique chinois)
- 29 décembre : Edson Arantes do Nascimento, dit Pelé (footballeur brésilien)
- 31 décembre : Benoît XVI (pape allemand de l’Église catholique)

## 2022 dans la fiction
- Le film d'anticipation Soleil vert se déroule en 2022.
- Le roman de Michel Houellebecq Soumission (2015) se déroule en 2022.
- Le film d'épouvante American Nightmare se déroule la nuit du 21 au 22 mars 2022.
- La série de light novels japonaise Sword Art Online se déroule en 2022.
- Dans l'univers fictionnel de Cowboy Bebop, un accident détruit la Lune en 2022, dévastant la Terre et résultant dans la colonisation par les êtres humains des autres planètes dans le système solaire.
- Le jeu vidéo Cyberball se déroule en 2022.
- Le jeu vidéo Innocent Life: A Futuristic Harvest Moon (en) se déroule en 2022.
- Dans le 3e film James Bond, Goldfinger, se passant en 1964, Auric Goldfinger souhaite irradier l'or américain pour 58 ans. Ce dernier ne serait donc, en théorie, réutilisable qu'en 2022.
- Dans le film Netflix Adam à travers le temps, le Adam du futur s’écrase en 2022 en tentant d’aller en 2018 mais son vaisseau est attaqué et dysfonctionne.